# John Waite
John Waite (Lancaster, 4 juli 1952) is een Britse zanger. Hij is vooral bekend door zijn leadzang voor de band The Babys. Bekende nummers van Waite zijn onder andere Isn't It Time, Everytime I Think of You en A Piece of the Action (alle met The Babys), Missing You (solo) Time Stood Still en When I See You Smile (beide met Bad English).

## Biografie
Met The Babys scoorde Waite in Japan, Italië en Duitsland maar vooral ook de Verenigde Staten grote hits. Vooral bekend zijn Isn't It Time (nr. 4 in Nederland in 1977), Everytime I Think of You (nr. 7 in 1979) en A Piece of the Action.
Nadat The Babys in 1981 uit elkaar gingen, scoorde Waite in 1984 een nummer 1-hit in Amerika met Missing You. In 1986 bracht hij If Anybody Had a Heart uit die tevens dienstdeed als een van de soundtracks voor de film About Last Night....
In 1989 vormde hij met onder andere ex-leden van Journey Schon en Cain Bad English. De naam Bad English is afgeleid van een snookerterm. Het eerste (titelloze) album van Bad English bereikte de platina status, en met When I See You Smile scoorde Waite zijn tweede nummer 1-hit in Amerika. In Nederland werden zonder de hulp van een ondersteunende video (want Bad English was al ter ziele) toch twee grote hits gescoord van het tweede album Backlash, namelijk Straight to Your Heart en Time Stood Still. De laatstgenoemde bereikte in Nederland de Top 10.
In 2005 komt Waite met een solo-album. De single New York City Girl werd een klein hitje. In 2006 brengt Waite opnieuw een solo-album uit, genaamd Journey of a Heart.
Begin 2011 wordt via Frontiers Records het nieuwe album Rough and Tumble uitgebracht. Op dit album werkt John Waite samen met Kyle Cook van Matchbox Twenty.
De Europese single is Shadows of Love, terwijl voor America voor de ballad If You Ever Get Lonely wordt gekozen. Het is een hommage aan zijn verbroken relatie met Alison Krauss. In 2013 werd Missing You in de Amerikaanse film Warm Bodies opgevoerd.

## NPO Radio 2 Top 2000
| Nummer met noteringen in de NPO Radio 2 Top 2000 | '00  | '01  |
| ------------------------------------------------ | ---- | ---- |
| Missing You                                      | 1569 | 1963 |

1. ↑  Een vetgedrukt getal geeft de hoogste notering aan.
2. ↑  2000 was het eerste jaar met een notering voor dit nummer.
3. ↑  Deze tabel is bijgewerkt tot en met de laatste editie (2024).

- Bibsys: 1046794
- Bibliothèque nationale de France: cb13900945k (data)
- Gemeinsame Normdatei: 134549422
- International Standard Name Identifier: 0000 0001 1478 684X
- Library of Congress Control Number: no2011124324
- Nationale Bibliotheek van Letland: 000093378
- MusicBrainz: f0a4c8af-2b25-45cf-9b41-19171cf4d80f
- Nationale Bibliotheek van Tsjechië: xx0205216
- Nederlandse Thesaurus van Auteursnamen: 072161574
- SNAC: w60s1nbg
- Système universitaire de documentation: 157332020
- Virtual International Authority File: 100315014
- WorldCat: E39PBJrCdv7WCgVqMXPhK9Qcyd